# Христо Златанов
Христо Златанов е българо-италиански волейболен играч. Играе като нападател в Копра Волей. Той е син на Димитър Златанов.